# Michael Hoenig
Michael Hoenig (født 4. januar 1952) er en tysk musiker og komponist, som har komponeret musik til film, tv-serier og flere spil. Derudover har han blandt andet også medvirket i bandsene Tangerine Dream og Agitation Free.

## Udvalgt diskografi

### Album
- Departure from the Northern Wasteland (1978)
- Xcept One (1987)
- The Blob  (soundtrack, 1988)

med Tangerine Dream
- Bootleg Box Set Vol. 1 (2003)

med Manuel Göttsching
- Early Water (1997)

som producer
- Lovely Thunder (Harold Budd, 1986)

### Filmografi
- Koyaanisqatsi (1982)
- Jagten på Nilens juvel (med Jack Nitzsche, 1985)
- 9 1/2 uge (med Jack Nitzsche, 1986)
- The Gate (1987)
- The Blob (1988)
- Dracula 3000 (2004)

Tv-serier
- Dark Skies (1996–97)
- Mannions distrikt (2000–04)

Computerspil
- Baldur's Gate (1998)
- Baldur's Gate: Tales of the Sword Coast (1999)
- Baldur's Gate II: Shadows of Amn (med Inon Zur, 2000)